# Universal (album)
Universal (2010) is het achtste studioalbum van de Noorse progressieve metalgroep Borknagar. Op het album keert gitarist Jens F. Ryland terug bij de band. Ook is er een gastoptreden van voormalig zanger ICS Vortex (Simen Hestnæs) op het nummer My Domain. Het album moest oorspronkelijk uitkomen in het najaar van 2009, maar door problemen met de platenmaatschappij werd dit uitgesteld tot Februari 2010, meer dan een jaar na de opnames van het album gestart waren.

## Tracklist
1. Havoc (Brun) - 6:42
2. Reason (Brun/Nedland) - 6:55
3. The Stir of Seasons (Brun) - 4:01
4. For a Thousand Years to Come (Brun) - 6:46
5. Abrasion Tide (Brun/Hedlund) - 7:14
6. Fleshflower (Nedland) - 3:28
7. Worldwide (Brun) - 6:59
8. My Domain (Brun) - 4:49

## Medewerkers

### Muzikanten
- Vintersorg (Andreas Hedlund) - zang
- Øystein G. Brun - gitaar
- Jens F. Ryland - gitaar
- Lars A. Nedland - zang, keyboard
- Jan Erik Tiwaz - basgitaar
- David Kinkade - drums, percussie

### Extra muzikanten
- ICS Vortex (Simen Hestnæs) - zang (op nummer 8)

### Overige
- Borge Finstad - mixen, mastering
- Christophe Szpajdel - logo